# Surinaamse parlementsverkiezingen 2020/Kandidatenlijst/SPA
Dit is de lijst van kandidaten voor de Surinaamse parlementsverkiezingen in 2020 van de SPA. De verkiezingen vonden plaats op 25 mei 2020. De landelijke partijleider is Guno Castelen.
De onderstaande deelnemers kandideren op grond van het districten-evenredigheidsstelsel voor een zetel in De Nationale Assemblée. Elk district heeft een eigen lijsttrekker. Los van deze lijst vinden tegelijkertijd de verkiezingen van de ressortraden plaats. Daarvoor geldt het personenmeerderheidsstelsel. De kandidaten voor de ressortraden staan hieronder niet genoemd.

## Lijsten
Hieronder volgen de kandidatenlijsten op alfabetische volgorde per district.

### Brokopondo
1. Manienio Vicario Poeketi
2. Richelda Rosina Smit
3. Gabrielle Jocelyn Doebé

### Commewijne
1. Milton Ligorius Blomhof
2. Bhagwandat Ramcharan
3. Joyce Wagijem Simoes
4. Frederik Harold

### Marowijne
1. Marita Akoi
2. Uitenwerf Ifia Juliana

### Nickerie
1. Orlando Kenneth Vinkwolk
2. Mellissa Katrina Damotta

### Para
1. Nogitsia Selitha Adiembo
2. Nalinie Anjana Jarbandhan Devi
3. Joan Carmen Apau

### Paramaribo
1. Guno Henry George Castelen
2. Robby Vivian Berenstein
3. Patrick Susseno Robles de Medina
4. Roy Richardo Eugѐne Reiziger
5. Vennia Angelique Delchot
6. Rachel Jeanet Jap Tjong
7. Albert Ramin Sanrawi
8. Vannessa Wilma Paulus
9. Regina Hermien Schröder
10. Willy Rodriquez
11. Iwan Richard van Dijk
12. Robbert Andries Huisden
13. Ravin Bhawan
14. Imanuel Alexander Jaimangal
15. Marcia Remelia Clumper
16. Imro Leonard Eugѐne Redmond
17. Leendert Albert Anton Pocornie

### Saramacca
1. Nathaliën Delano Wagimoen Matsaleh
2. Biswadjiet Tedjai

### Sipaliwini
1. Duco Matange Amiemba
2. Abegel Modena Mokoi
3. Zuwena Rachella Adams
4. Jovan Bonetti Aloeboetoe

### Wanica
1. Joyce Dorothy Willams
2. Mahinderpersad Sardjoe
3. Theodora Theresia Mari Koulen
4. Andy Winston Soedarjo
5. Bryan Paino Kartopawiro
6. Diëgo Stanley Maaijen
7. Peter Frans Lienga

Kandidaten per partij: A20 · 
ABOP · 
BEP · 
DA'91 · 
DNW · 
DOE · 
HVB · 
NDP · 
NPS · 
PALU · 
PL · 
PRO/APS · 
SDU · 
SPA · 
STREI! · 
VHP · 
VVD
Kandidaten per district: Brokopondo · 
Commewijne · 
Coronie · 
Marowijne · 
Nickerie · 
Para · 
Paramaribo · 
Saramacca · 
Sipaliwini · 
Wanica